# Charwelton
Charwelton is een civil parish in het bestuurlijke gebied Daventry, in het Engelse graafschap Northamptonshire met 220 inwoners.

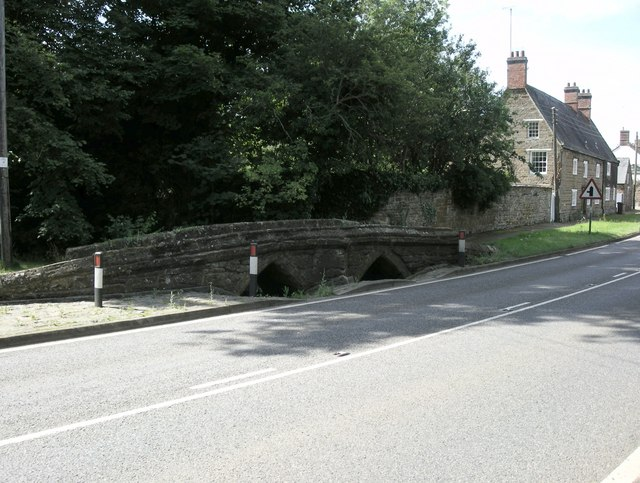
High Street
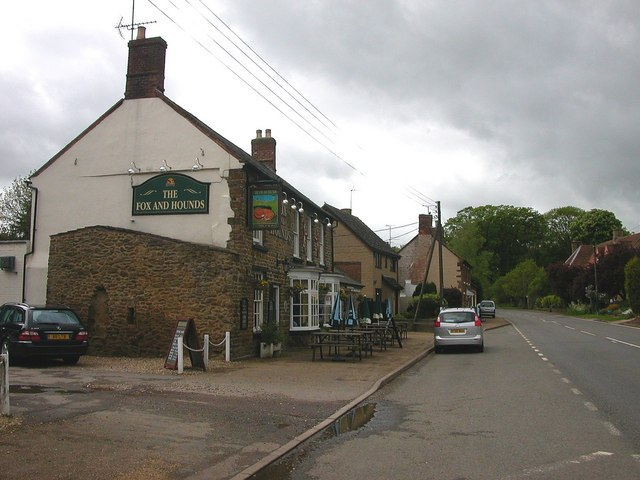
The Fox and Hounds
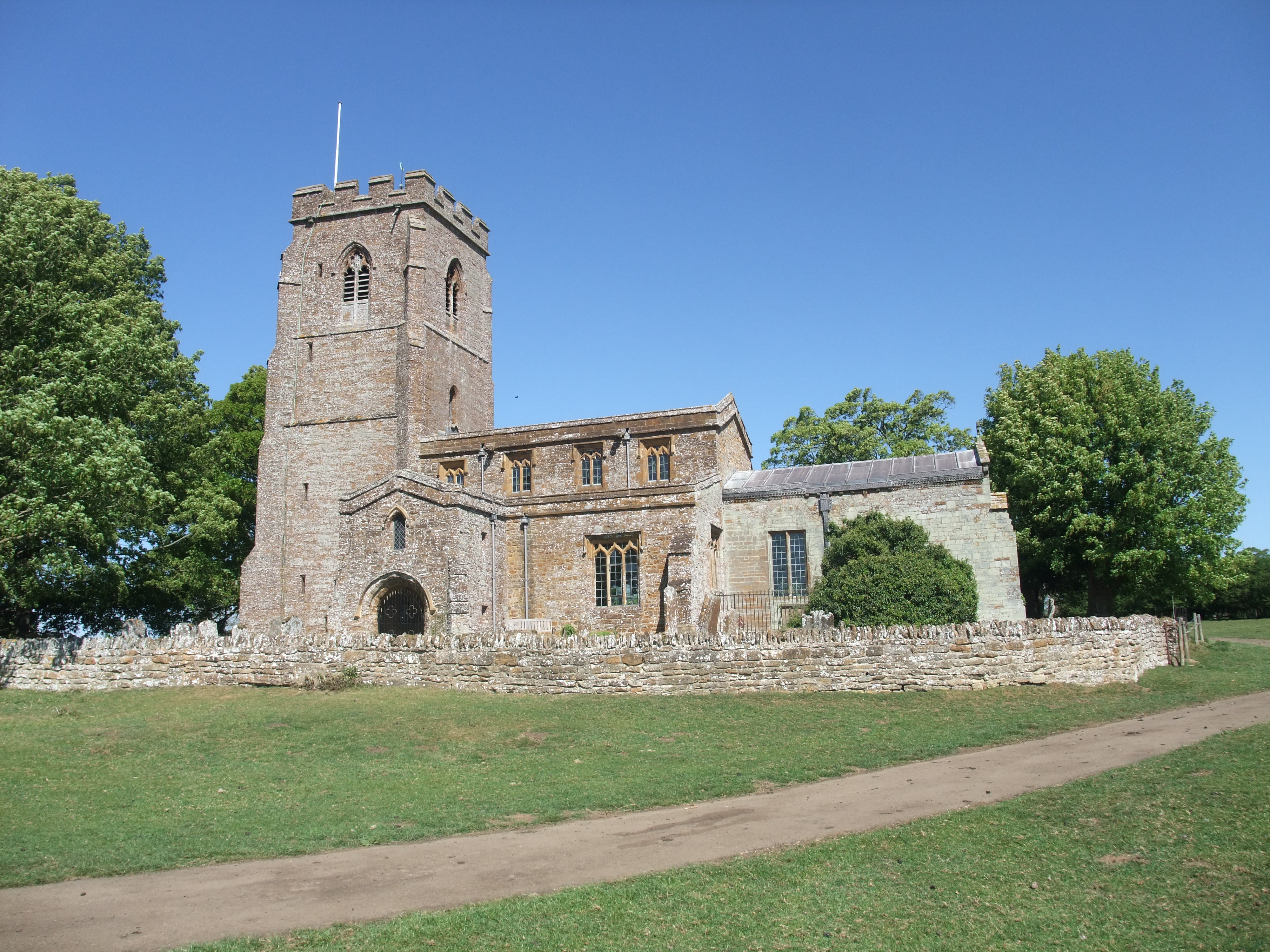
Kerk Holy Trinity